# Сиглан (бухта)
Сиглан — бухта в Охотском море на юго-востоке полуострова Кони, часть залива Забияка. В бухту впадает одноимённая река.

## География
Находится на севере залива Забияка. В бухту впадают реки Сиглан, Анмандыкан, Сивуч. На восточном берегу — остатки крупного рыбозавода и посёлка связистов Сиглан. На западе входа в бухту расположены мысы Кирас и Амбаркая (Лелякина).
Бухта доступна для захода морских буксиров с баржами, разгрузка которых осуществляется с пирса, либо по отливу.

## История
Ранее известна под названием бухта Ван-дер-Шкруфа, в честь капитана 2-го ранга Михаила Ван-дер-Шкруфа — командира клипера «Забияка», на котором в 1897 году был открыт залив, позже названный Забияка.
Русский путешественник Степан Крашенинников называл реку Сиглан «знатная речка Асиглан, а по-коряцки Уегина-ваем». Языковая принадлежность и этимология топонимов Сиглан и Асиглан не установлены. Уегина-ваем — от корякского Уекынв’эем, «дальняя река», где уекэ- — «далеко», а -в’эем — «река».
В 1—1,5 километрах к северо-востоку от устья реки Сиглан и посёлка Сиглан на высокой береговой косе находятся остатки корякского поселения XVII—XVIII веков Сиглан — древнекорякские жилища округлой формы с углублением посредине. Местные жители находили здесь пластины китовой кости, железный нож и железный наконечник копья.
На восточном берегу бухты у устья реки Сивуч на морской террасе располагалось корякское поселение XVI—XVII веков Сивуч. Впервые упоминается в 1930-х годах. В 1954—1955 годах проводились разведывательные раскопки. Раскопано несколько округлых жилищ, с прямоугольным очагом из каменных плит, поставленных вертикально. Из вещей собраны костяные и каменные орудия, много обломков глиняной посуды с оттисками грубой ткани, а также целый глиняный шаровидный сосуд с гладкими стенками.